# Trophées UNFP du football 2019
Les trophées UNFP du football 2019 récompensent les acteurs du football professionnel français pour la saison 2018-2019. 
Le 2 mai, l'UNFP annonce l'ensemble des nommés pour cette 28e édition, et le 19 mai, les lauréats sont connus lors d'une cérémonie diffusée sur BeIn Sports.
À l'exception du prix du but de l'année où c'est le public qui choisit, les lauréats sont désignés par des personnalités du football français (joueurs, entraîneurs, présidents de club...), à la suite d'un vote.

## Résultats

### Joueurs, joueuses et entraîneurs
| Catégorie                             | Catégorie                             | Nommés                  | Nommés                 | Nommés            | Lauréats                |
| Catégorie                             | Catégorie                             | Personnalités           | Club                   | Poste             | Lauréats                |
| ------------------------------------- | ------------------------------------- | ----------------------- | ---------------------- | ----------------- | ----------------------- |
| Ligue 1                               | Meilleur joueur                       | Hatem Ben Arfa          | Stade rennais FC       | Milieu de terrain | Kylian Mbappé           |
| Ligue 1                               | Meilleur joueur                       | Ángel Di María          | Paris Saint-Germain    | Milieu de terrain | Kylian Mbappé           |
| Ligue 1                               | Meilleur joueur                       | Kylian Mbappé           | Paris Saint-Germain    | Attaquant         | Kylian Mbappé           |
| Ligue 1                               | Meilleur joueur                       | Neymar                  | Paris Saint-Germain    | Attaquant         | Kylian Mbappé           |
| Ligue 1                               | Meilleur joueur                       | Nicolas Pépé            | LOSC Lille             | Attaquant         | Kylian Mbappé           |
| Ligue 1                               | Meilleur gardien                      | Alphonse Areola         | Paris Saint-Germain    | Gardien de but    | Mike Maignan            |
| Ligue 1                               | Meilleur gardien                      | Benjamin Lecomte        | Montpellier HSC        | Gardien de but    | Mike Maignan            |
| Ligue 1                               | Meilleur gardien                      | Anthony Lopes           | Olympique lyonnais     | Gardien de but    | Mike Maignan            |
| Ligue 1                               | Meilleur gardien                      | Mike Maignan            | LOSC Lille             | Gardien de but    | Mike Maignan            |
| Ligue 1                               | Meilleur gardien                      | Édouard Mendy           | Stade de Reims         | Gardien de but    | Mike Maignan            |
| Ligue 1                               | Meilleur espoir                       | Boubacar Kamara         | Olympique de Marseille | Défenseur         | Kylian Mbappé           |
| Ligue 1                               | Meilleur espoir                       | Houssem Aouar           | Olympique lyonnais     | Milieu de terrain | Kylian Mbappé           |
| Ligue 1                               | Meilleur espoir                       | Jonathan Ikoné          | LOSC Lille             | Milieu de terrain | Kylian Mbappé           |
| Ligue 1                               | Meilleur espoir                       | Ismaïla Sarr            | Stade rennais FC       | Milieu de terrain | Kylian Mbappé           |
| Ligue 1                               | Meilleur espoir                       | Kylian Mbappé           | Paris Saint-Germain    | Attaquant         | Kylian Mbappé           |
| Ligue 1                               | Meilleur entraîneur                   | Christophe Galtier      | LOSC Lille             | Entraîneur        | Christophe Galtier      |
| Ligue 1                               | Meilleur entraîneur                   | Bruno Génésio           | Olympique lyonnais     | Entraîneur        | Christophe Galtier      |
| Ligue 1                               | Meilleur entraîneur                   | David Guion             | Stade de Reims         | Entraîneur        | Christophe Galtier      |
| Ligue 1                               | Meilleur entraîneur                   | Thierry Laurey          | RC Strasbourg          | Entraîneur        | Christophe Galtier      |
| Ligue 1                               | Meilleur entraîneur                   | Thomas Tuchel           | Paris Saint-Germain    | Entraîneur        | Christophe Galtier      |
| Ligue 2                               | Meilleur joueur                       | Alexis Claude-Maurice   | FC Lorient             | Milieu de terrain | Gaëtan Charbonnier      |
| Ligue 2                               | Meilleur joueur                       | Farid Boulaya           | FC Metz                | Milieu de terrain | Gaëtan Charbonnier      |
| Ligue 2                               | Meilleur joueur                       | Renaud Cohade           | FC Metz                | Milieu de terrain | Gaëtan Charbonnier      |
| Ligue 2                               | Meilleur joueur                       | Habib Diallo            | FC Metz                | Attaquant         | Gaëtan Charbonnier      |
| Ligue 2                               | Meilleur joueur                       | Gaëtan Charbonnier      | Stade brestois 29      | Attaquant         | Gaëtan Charbonnier      |
| Ligue 2                               | Meilleur gardien                      | Vincent Demarconnay     | Paris FC               | Gardien de but    | Vincent Demarconnay     |
| Ligue 2                               | Meilleur gardien                      | Gautier Larsonneur      | Stade brestois 29      | Gardien de but    | Vincent Demarconnay     |
| Ligue 2                               | Meilleur gardien                      | Jean-Louis Leca         | RC Lens                | Gardien de but    | Vincent Demarconnay     |
| Ligue 2                               | Meilleur gardien                      | Alexandre Oukidja       | FC Metz                | Gardien de but    | Vincent Demarconnay     |
| Ligue 2                               | Meilleur gardien                      | Mamadou Samassa         | ES Troyes AC           | Gardien de but    | Vincent Demarconnay     |
| Ligue 2                               | Meilleur entraîneur                   | Frédéric Antonetti      | FC Metz                | Entraîneur        | Pascal Gastien          |
| Ligue 2                               | Meilleur entraîneur                   | Jean-Marc Furlan        | Stade brestois 29      | Entraîneur        | Pascal Gastien          |
| Ligue 2                               | Meilleur entraîneur                   | Pascal Gastien          | Clermont Foot 63       | Entraîneur        | Pascal Gastien          |
| Ligue 2                               | Meilleur entraîneur                   | Philippe Hinschberger   | Grenoble Foot 38       | Entraîneur        | Pascal Gastien          |
| Ligue 2                               | Meilleur entraîneur                   | Didier Ollé-Nicolle     | US Orléans             | Entraîneur        | Pascal Gastien          |
| Division 1 féminine                   | Meilleure joueuse                     | Amandine Henry          | Olympique lyonnais     | Milieu de terrain | Dzsenifer Marozsán      |
| Division 1 féminine                   | Meilleure joueuse                     | Amel Majri              | Olympique lyonnais     | Milieu de terrain | Dzsenifer Marozsán      |
| Division 1 féminine                   | Meilleure joueuse                     | Dzsenifer Marozsán      | Olympique lyonnais     | Milieu de terrain | Dzsenifer Marozsán      |
| Division 1 féminine                   | Meilleure joueuse                     | Eugénie Le Sommer       | Olympique lyonnais     | Attaquante        | Dzsenifer Marozsán      |
| Division 1 féminine                   | Meilleure joueuse                     | Kadidiatou Diani        | Paris Saint-Germain    | Attaquante        | Dzsenifer Marozsán      |
| Division 1 féminine                   | Meilleure espoir                      | Selma Bacha             | Olympique lyonnais     | Défenseur         | Marie-Antoinette Katoto |
| Division 1 féminine                   | Meilleure espoir                      | Elisa De Almeida        | Paris FC               | Défenseur         | Marie-Antoinette Katoto |
| Division 1 féminine                   | Meilleure espoir                      | Léa Khelifi             | FC Metz                | Milieu de terrain | Marie-Antoinette Katoto |
| Division 1 féminine                   | Meilleure espoir                      | Sandy Baltimore         | Paris Saint-Germain    | Milieu de terrain | Marie-Antoinette Katoto |
| Division 1 féminine                   | Meilleure espoir                      | Marie-Antoinette Katoto | Paris Saint-Germain    | Attaquante        | Marie-Antoinette Katoto |
| Meilleur joueur français à l'étranger | Meilleur joueur français à l'étranger | Hugo Lloris             | Tottenham Hotspur      | Gardien de but    | Karim Benzema           |
| Meilleur joueur français à l'étranger | Meilleur joueur français à l'étranger | N'Golo Kanté            | Chelsea FC             | Milieu de terrain | Karim Benzema           |
| Meilleur joueur français à l'étranger | Meilleur joueur français à l'étranger | Paul Pogba              | Manchester United      | Milieu de terrain | Karim Benzema           |
| Meilleur joueur français à l'étranger | Meilleur joueur français à l'étranger | Karim Benzema           | Real Madrid            | Attaquant         | Karim Benzema           |
| Meilleur joueur français à l'étranger | Meilleur joueur français à l'étranger | Antoine Griezmann       | Atlético Madrid        | Attaquant         | Karim Benzema           |

### But de l'année

#### Ligue 1
|                   |                 |       |                       |            |             |         |                             |         |  |  |  |  |  |  |
| #                 | Nommés          | Match | Match                 | Match      | Match       | Match   | Pourcentage des internautes | Lauréat |  |  |  |  |  |  |
| #                 | Nommés          | Club  | Score                 | Adversaire | Lieu        | Journée | Pourcentage des internautes | Lauréat |  |  |  |  |  |  |
|                   |                 |       |                       |            |             |         |                             |         |  |  |  |  |  |  |
| Ligue 1           |                 |       |                       |            |             |         |                             |         |  |  |  |  |  |  |
| Max-Alain Gradel  | Toulouse FC     | 2 - 2 | Dijon FCO             | Dom.       | 15e journée | 17 %    | Loïc Rémy                   |         |  |  |  |  |  |  |
| Antonin Bobichon  | Nîmes Olympique | 4 - 2 | FC Nantes             | Ext.       | 24e journée | 14 %    | Loïc Rémy                   |         |  |  |  |  |  |  |
| Téji Savanier     | Nîmes Olympique | 2 - 0 | Dijon FCO             | Dom.       | 25e journée | 21 %    | Loïc Rémy                   |         |  |  |  |  |  |  |
| Juan Ferney Otero | Amiens SC       | 2 - 3 | FC Nantes             | Ext.       | 33e journée | 13 %    | Loïc Rémy                   |         |  |  |  |  |  |  |
| Loïc Rémy         | LOSC Lille      | 1 - 0 | Girondins de Bordeaux | Dom.       | 36e journée | 35 %    | Loïc Rémy                   |         |  |  |  |  |  |  |
|                   |                 |       |                       |            |             |         |                             |         |  |  |  |  |  |  |

#### Ligue 2
|                 |                   |       |                  |            |             |         |                             |         |  |  |  |  |  |  |
| #               | Nommés            | Match | Match            | Match      | Match       | Match   | Pourcentage des internautes | Lauréat |  |  |  |  |  |  |
| #               | Nommés            | Club  | Score            | Adversaire | Lieu        | Journée | Pourcentage des internautes | Lauréat |  |  |  |  |  |  |
|                 |                   |       |                  |            |             |         |                             |         |  |  |  |  |  |  |
| Ligue 2         |                   |       |                  |            |             |         |                             |         |  |  |  |  |  |  |
| Wilfried Moimbé | AS Nancy-Lorraine | 1 - 0 | Red Star FC      | Dom.       | 15e journée | ?       | Wilfried Moimbé             |         |  |  |  |  |  |  |
| Rayan Raveloson | ESTAC Troyes      | 2 - 1 | Grenoble Foot 38 | Dom.       | 30e journée | ?       | Wilfried Moimbé             |         |  |  |  |  |  |  |
| Grejohn Kyei    | RC Lens           | 2 - 0 | AJ Auxerre       | Dom.       | 28e journée | ?       | Wilfried Moimbé             |         |  |  |  |  |  |  |
| Nicolas Belvito | Grenoble Foot 38  | 2 - 1 | AC Ajaccio       | Ext.       | 32e journée | ?       | Wilfried Moimbé             |         |  |  |  |  |  |  |
| Gaëtan Belaud   | Stade brestois 29 | 3 - 2 | FC Lorient       | Dom.       | 11e journée |         | Wilfried Moimbé             |         |  |  |  |  |  |  |
|                 |                   |       |                  |            |             |         |                             |         |  |  |  |  |  |  |

### Équipes type

#### Ligue 1
|            |                 |                     |                                 |  |  |  |  |  |
| #          | Joueurs         | Club                | Bilan clubs                     |  |  |  |  |  |
|            |                 |                     |                                 |  |  |  |  |  |
| Gardien    | Mike Maignan    | LOSC Lille          | Paris Saint-Germain : 6 joueurs |  |  |  |  |  |
| Défenseurs | Ferland Mendy   | Olympique lyonnais  | Paris Saint-Germain : 6 joueurs |  |  |  |  |  |
| Défenseurs | Marquinhos      | Paris Saint-Germain | Paris Saint-Germain : 6 joueurs |  |  |  |  |  |
| Défenseurs | Thiago Silva    | Paris Saint-Germain | Paris Saint-Germain : 6 joueurs |  |  |  |  |  |
| Défenseurs | Kenny Lala      | RC Strasbourg       | Paris Saint-Germain : 6 joueurs |  |  |  |  |  |
| Milieux    | Ángel Di María  | Paris Saint-Germain | Paris Saint-Germain : 6 joueurs |  |  |  |  |  |
| Milieux    | Marco Verratti  | Paris Saint-Germain | LOSC Lille : 2 joueurs          |  |  |  |  |  |
| Milieux    | Tanguy Ndombele | Olympique lyonnais  | LOSC Lille : 2 joueurs          |  |  |  |  |  |
| Attaquant  | Neymar          | Paris Saint-Germain | Olympique lyonnais : 2 joueurs  |  |  |  |  |  |
| Attaquant  | Kylian Mbappé   | Paris Saint-Germain | Olympique lyonnais : 2 joueurs  |  |  |  |  |  |
| Attaquant  | Nicolas Pépé    | LOSC Lille          | RC Strasbourg : 1 joueur        |  |  |  |  |  |
|            |                 |                     |                                 |  |  |  |  |  |

#### Ligue 2
|            |                       |                   |                              |  |  |  |  |  |
| #          | Joueurs               | Club              | Bilan clubs                  |  |  |  |  |  |
|            |                       |                   |                              |  |  |  |  |  |
| Gardien    | Vincent Demarconnay   | Paris FC          | FC Metz : 7 joueurs          |  |  |  |  |  |
| Défenseurs | Thomas Delaine        | FC Metz           | FC Metz : 7 joueurs          |  |  |  |  |  |
| Défenseurs | John Boye             | FC Metz           | FC Metz : 7 joueurs          |  |  |  |  |  |
| Défenseurs | Stoppila Sunzu        | FC Metz           | FC Metz : 7 joueurs          |  |  |  |  |  |
| Défenseurs | Fabien Centonze       | RC Lens           | FC Metz : 7 joueurs          |  |  |  |  |  |
| Milieux    | Alexis Claude-Maurice | FC Lorient        | FC Metz : 7 joueurs          |  |  |  |  |  |
| Milieux    | Renaud Cohade         | FC Metz           | FC Metz : 7 joueurs          |  |  |  |  |  |
| Milieux    | Farid Boulaya         | FC Metz           | Stade brestois 29 : 1 joueur |  |  |  |  |  |
| Attaquant  | Gaëtan Charbonnier    | Stade brestois 29 | RC Lens : 1 joueur           |  |  |  |  |  |
| Attaquant  | Habib Diallo          | FC Metz           | FC Lorient : 1 joueur        |  |  |  |  |  |
| Attaquant  | Opa Nguette           | FC Metz           | Paris FC : 1 joueur          |  |  |  |  |  |
|            |                       |                   |                              |  |  |  |  |  |

### Autres prix
|                        | |  |  |  |  |  |
| Trophée d'honneur      | Didier Drogba                                                                                                 |  |  |  |  |  |
| Trophées arbitres      | Clément Turpin (Ligue 1) Michaël Annonier (assistant L1) William Lavis (Ligue 2) Ludovic Reyer (assistant L2) |  |  |  |  |  |
| FondaCtion du Football | Féthi Harek                                                                                                   |  |  |  |  |  |
|                        | |  |  |  |  |  |

## Remise des trophées
|                     |                                                |                                  |  |  |  |  |  |
| Catégorie           | Catégorie                                      | Personnalités                    |  |  |  |  |  |
|                     |                                                |                                  |  |  |  |  |  |
| Ligue 1             |                                                |                                  |  |  |  |  |  |
| Meilleur joueur     | Didier Drogba                                  |                                  |  |  |  |  |  |
| Meilleur gardien    | Kristina Mladenovic et Issa Doumbia            |                                  |  |  |  |  |  |
| Meilleur espoir     | Didier Drogba                                  |                                  |  |  |  |  |  |
| Meilleur entraîneur | Arsène Wenger                                  |                                  |  |  |  |  |  |
| But de l'année      | Sonny Anderson                                 |                                  |  |  |  |  |  |
| Équipe type         | Edmílson                                       |                                  |  |  |  |  |  |
| Ligue 2             |                                                |                                  |  |  |  |  |  |
| Meilleur joueur     | Daniel Narcisse et Nicolas Dégéraud            |                                  |  |  |  |  |  |
| Meilleur gardien    | Daniel Narcisse et Nicolas Dégéraud            |                                  |  |  |  |  |  |
| Meilleur entraîneur | Arsène Wenger                                  |                                  |  |  |  |  |  |
| But de l'année      | Robert Malm                                    |                                  |  |  |  |  |  |
| Équipe type         | Lionel Abelanski                               |                                  |  |  |  |  |  |
| Division 1          | Meilleure joueuse                              | Sarah Ourahmoune et Issa Doumbia |  |  |  |  |  |
| Division 1          | Meilleure espoir                               | Sarah Ourahmoune et Issa Doumbia |  |  |  |  |  |
| Autres trophées     | Meilleur joueur français évoluant à l'étranger | Rudy Gobert                      |  |  |  |  |  |
| Autres trophées     | Trophées arbitres                              | Adil Rami                        |  |  |  |  |  |
| Autres trophées     | Trophée d'honneur                              | Sylvain Kastendeuch              |  |  |  |  |  |
| Autres trophées     | FondaCtion du Football                         | Jacques Bungert                  |  |  |  |  |  |
|                     |                                                |                                  |  |  |  |  |  |

## Diffusion
|               |                                                    |  |  |  |
| Date          | 19 mai 2019                                        |  |  |  |
| Heure         | 21 h à 23 h 10                                     |  |  |  |
| Télévision    | BeIn Sports 1 (en clair)                           |  |  |  |
| Lieu          | Pavillon d’Armenonville Paris                      |  |  |  |
| Réalisateur   | Didier Froehly                                     |  |  |  |
| Présentateur  | Alexandre Ruiz                                     |  |  |  |
| Intervieweurs | Vanessa Le Moigne Smaïl Bouabdellah Florian Genton |  |  |  |
| Intervenants  | Nathalie Boy de la Tour Philippe Piat Swizz Beatz  |  |  |  |
| Audiences     |                                                    |  |  |  |
|               |                                                    |  |  |  |